# 横浜仏語伝習所
横濱佛蘭西語傳習所（よこはま ふらんすご でんしゅうじょ）は、江戸時代末期にかつて存在した日本の語学学校である。通称横浜仏語伝習所（よこはまふつごでんしゅうじょ）。江戸幕府が横浜に開校した。

## 略歴・概要
幕府は、フランス軍軍事顧問団の指導による幕府陸軍の強化を目指した。それに先立ち、フランス語を理解できる士官候補生を養成するために、元治2年3月6日（1865年4月1日）、開成所とは別に横浜仏語伝習所が設立された。場所は武蔵国久良岐郡横浜町弁天町（現在の神奈川県横浜市中区本町6丁目）、弁天池の北隣であった。
栗本鋤雲、小栗忠順が幕府から設立に関わり、設立後は、所長に外国奉行川勝広道が就任、フランス側からの指名で塩田三郎が補佐した。フランス側からは、全権公使のレオン・ロッシュが責任者として立ち、その秘書で通訳のメルメ・カションが事実上の校長であり、カリキュラム編成と講義を受け持った。慶応2年（1866年）2月頃（慶応2年初頭）からは、シャルル・ビュランら公使館から人員が借り出された。
カリキュラムは、フランス語だけではなく地理学・歴史学・数学・幾何学・英語・馬術で、半年を1学期とし、午前は8時から正午までの4時間と、午後は16時から18時までの2時間を授業時間とし、日曜日・祝日は休業、水曜日は午前のみの半ドンであった。
第1回「得業式」は慶応2年10月（1866年11月）に行なわれた。同年11月18日（12月24日）、伝習生は旗本を対象に募集したが、翌慶応3年1月3日（1867年2月7日）には藩士にも門戸を開いた。
幕府が倒れ、幕府と運命を共にした形でロッシュが本国に召喚され、新公使マクシム・ウトレーが着任するに及んで、横浜仏語伝習所は一旦は自然廃校となった。しかし、明治2年（1869年）に明治新政府はこの学校を接収し、横浜語学所として再興することを決定した。そして、川勝広道を学長に再任し、諸藩の志願者35名に入学を許し、ビュランも引き続き教官を務めた。明治3年には、大阪兵学寮に移設され、陸軍士官学校へと続くことになる。

## 主な卒業生

### 第1期
- 小栗又一 - 小栗忠順の養嗣子。戊辰戦争で官軍に捕らえられ、忠順とともに斬首された。
- 栗本貞次郎 - 栗本鋤雲の養嗣子。幕末にフランスに留学し、フランス女性と結婚し、外務省御用掛准奏任などを務めたが42歳で没[4]。
- 川路太郎 - 川路聖謨の孫。川路柳虹の父[5]。
- 長田銈太郎 - 開成所頭取、外交官、明治天皇の通訳、東京仏学校創立者の一人、長田秋濤の父[5]。
- 飯高平五郎
- 保科俊太郎 -幕府陸軍歩兵頭並。徳川昭武のフランス語通訳。 陸軍幼年学校長。陸軍兵学寮大教授。兵学権頭人員局長。熊本鎮台歩兵第14連隊長。
- 中島才吉 - 横須賀製鉄所黌舎で初の日本人フランス語教官
- 福田八郎右衛門道直 - 福田八郎右衛門道昌の養子。

### 第2期
- 田中弘義 - 外国奉行組支配同心田中武次郎の子息。後に陸軍士官学校教授。明治21年12月に『和仏字書』をジャン・ピエール・レイと共に刊行  [6]。
- 織田信義 - 旗本織田泉之の子息。明治32年6月に『和仏字書』を田中旭・今井孝治と共編出版[7]。
- 緒方惟直
- 稲垣喜多造（1848年生まれ） - 横須賀製鉄所黌舎で初の日本人フランス語教官。1871年に簿記の研修と物品の調達のためフランスに留学し、1874年に帰国し同所の造船大師となり会計事務を担当、日本人としてはじめての近代会計学書「造船事務要略」を著した[8]。
- 山内文次郎
- 伊東栄 - 伊東胡蝶園創業者。
- 鳥居八十五郎
- 吉田要作 - 鹿鳴館館長
- 大工原信吉
- 小野弥市
- 茂木幸
- 細谷安太郎 - 高田商会パリ支店長
- 神保長致
- 古矢弘政 (1854-1923)-  幕府の新潟奉行手付・古矢杢左衛門の息子[9]。維新後にラッパ教官ギュスターヴ・ダグロンの通訳をしたことから正式に音楽を学び、パリ音楽院留学後に陸軍軍楽隊長。日本人として初めてオーボエの演奏を学び、教則本を翻訳した人物として知られる)[10]。

### 第3期
- 田島応親 - 伝習隊砲術士官。蝦夷共和国通訳[11]。陸軍省。

## 註
1. ↑  篠原『陸軍創設史 フランス語学校』、104-113頁。
2. 1 2 3 4 5  #外部リンク欄の東京大学総合研究博物館サイト内の「特別展「維新とフランス - 日仏学術交流の黎明」展」リンク先の記述を参照。二重リンクを省く。
3. ↑  高橋邦太郎著、「日仏の交流―友好三百八十年」p207、三修社（1982年）、ISBN: 978-4384037180
4. ↑  『国際結婚第一号』小山騰、講談社 (1995/12), p142-143「スキャンダル三羽烏」
5. 1 2  高橋邦太郎. 横浜語学所のこと. p. 17.
6. ↑  田中弘義『和仏辞書』田中弘義、1888年12月。2015年11月24日閲覧。
7. ↑  織田信義、田中旭、今井孝治『和仏辞書』丸善、1899年6月。2015年11月24日閲覧。
8. ↑  稲垣喜多造コトバンク
9. ↑  倉沢剛『幕末教育史の研究 1 直轄学校政策』吉川弘文館、711頁。
10. ↑  成澤良一『オーボエが日本にやってきた！－幕末から現代へ、管楽器の現場から見える西洋音楽受容史－』第2版2021年、デザインエッグ社、2017年、22-29頁。
11. ↑  篠原『陸軍創設史』、109頁。